# Les Saints de Springfield
Les Saints de Springfield est un épisode de la série télévisée d'animation Les Simpson. Il s'agit du treizième épisode de la trente-quatrième saison et du 741e de la série.

## Réception
Lors de sa première diffusion, l'épisode a attiré ?million de téléspectateurs.